# Sanetschpass
Der Sanetschpass (französisch Col du Sénin, teilweise auch Col du Sanetsch) ist ein 2252 m ü. M. hoher Alpenpass in den westlichen Berner Alpen. Zweihundertfünfzig Meter westlich des Scheitelpunkts der Passstrasse liegt der tiefste Punkt der Wasserscheide auf 2242 m.

## Lage
Der Pass liegt vollständig im Kanton Wallis, zwischen dem Diablerets-Massiv im Westen und der Wildhorngruppe im Osten.
Der Pass verbindet das Rhonetal im Bereich von Sitten mit dem oberen Saanetal bei Gsteig. Im Bereich des Sanetschpasses befindet sich das Quellgebiet der Saane, welche die Gegend nach Norden entwässert. Nach Süden fliesst die Morge. Die von alpinen Weiden bedeckte Passhöhe ist relativ breit, gegen Westen schliessen sich die Karrenfelder Lapis de Tsanfleuron im Vorfeld des Tsanfleurongletschers an.

## Geschichte
Der Pass wurde im 14. und 15. Jahrhundert von Greyerzer und Berner Truppen benützt, um sich für die Grafschaft Savoyen oder das Fürstbistum Sitten an den Kämpfen um die Landes- und Gerichtsherrschaft im Wallis einzumischen. Bis ins 20. Jahrhundert diente der Pass dem lokalen Handel mit Wein, Obst und Frühgemüse vom Savièse ins Saanenland. Alpweiden rund um Gsteig gelangten in Savieser Besitz. Im 19. Jahrhundert wurde der Saumweg ausgebaut und 1885 ein Berggasthaus eröffnet.
Während des Zweiten Weltkriegs wurde der Sanetschpass zur Verteidigung vorbereitet. Bekannt sind noch die Bergstation der Militärseilbahn Gsteig-Sanetschpass MSB4 ⊙ und eine Unterstandskaverne ⊙.
Es gab wiederholt Pläne, den Sanetschpass als weiteren Alpenpass zwischen Bern und dem Wallis zu einer Strasse auszubauen, welche jedoch nicht umgesetzt wurden. Die heutige Fahrstrasse auf der Walliser Seite wurde für den Kraftwerksbau erstellt. Über den Sanetschpass führen zudem zwei 220-kV-Hochspannungsleitungen.

## Stausee

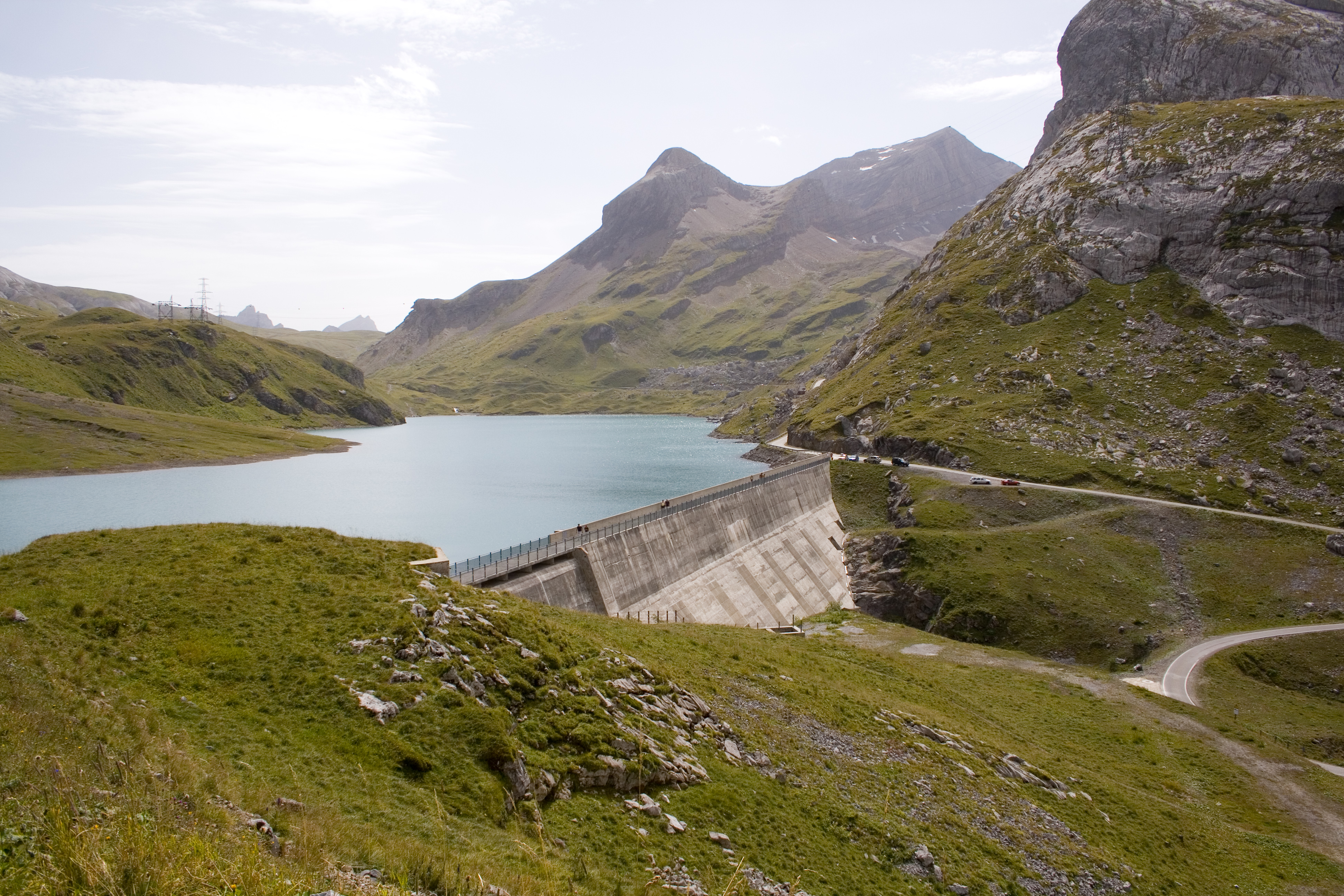
Staudamm Sanetschsee

Von 1959 bis 1966 wurde auf der Sanetschalp ein Speicherkraftwerk errichtet. In dem nördlich des Passes befindlichen Hochtal Sanetsch auf 2000 bis 2100 m wurde der Sanetschsee aufgestaut. Die Region des Sanetschsees mit Kapelle und Bergrestaurant wurde auf der Walliser Seite über eine Fahrstrasse und von Gsteig aus über eine kleine Luftseilbahn erschlossen. Vom heutigen Ende der Strasse führt ein Saumweg hinunter nach Gsteig. Im Sommer verkehrt von der Walliser Seite täglich ein Postauto von Sitten aus zum Stausee.

## Klettergebiet Sanetsch
Nördlich des Sanetschpasses, oberhalb des Sanetschsees liegt das Klettergebiet Sanetsch. Die bis zu zehn Seillängen (SL) langen Routen wurden an dem fast ein Kilometer langen, nach Südosten ausgerichteten Felswände von Les Mouton und Orphée eingerichtet. Das Potential des Gebietes wurde von Claude und Yves Rémy entdeckt, die 1982 dort die erste Route geklettert sind (Au bord du vide, 250 m, 6c (5c obl.), 9 SL). Seither sind über 100 Routen hinzugekommen und es kommen immer noch weitere hinzu. Die Rémy-Route Axis (230 m , 7a (6b+ obl.) 8 SL) von 1984 hat es in den „Pause“ Nachfolger Moderne Zeiten geschafft. Ein Großteil der über 4.000 Bohrhaken wurden von den Rémys gesetzt. Die Kletterei in wasserzerfressenen Fels ist steil und luftig. Trotz (oder gerade wegen) der sanften Sanierung wird vom Vorsteiger häufiger etwas Moral und Engagement verlangt. Auch die Abseilpisten sind z. T. eindrucksvoll. Solides Seilhandling ist zwingend erforderlich. Mehrere Wandermöglichkeiten und Abenteuerplätze machen das Klettergebiet Sanetsch aber auch zu einem Paradies für Familien. Für deren Belange wurden fast 50 Routen familienfreundlich hergerichtet, die sich auf drei unterschiedliche Sektoren aufteilen.